# Moanda (Gabon)
Pour les articles homonymes, voir Moanda.
Moanda est une ville du Gabon, située dans la province du Haut-Ogooué, à 45 km de Franceville. Cette ville minière d'environ 70 000 habitants en 2020 est la capitale du manganèse dont l'extraction constitue la principale activité de la région. Elle est par sa population la deuxième ville de la province après la ville de Franceville ; elle est le chef-lieu du département de Lemboumbi-Leyou,.

## Toponymie
Moanda est la version francisée de mwaanda, toponyme wanzi, qui renvoie à mukuri a mwaanda ou yulu a mwanda, c'est-à-dire à l’actuel Mont Moanda. Pendant plusieurs siècles, le lieu a servi d’habitat au peuple Wanzi qui le considère comme un site sacré. Selon l’étymologie populaire, c’est le terme mwaanda (myaanda, au pluriel) signifiant « piste animale » qui serait à l’origine du toponyme.

## Géographie
Moanda se situe dans une cuvette entourée par des plateaux. Le site est une zone de contact entre le socle granitique du massif du Chaillu et les couches sédimentaires du Francevillien. Cette bordure orientale du massif du Chaillu est traditionnellement appelée Monts Wanzi. La ville abrite deux monts, le mont Moanda et le mont Boudinga. Le mont Boudinga se situe sur la route reliant la ville de Moanda à celle de Bakoumba.[réf. souhaitée]
Le climat est de type tropical, Aw selon la classification de Köppen.

## Histoire

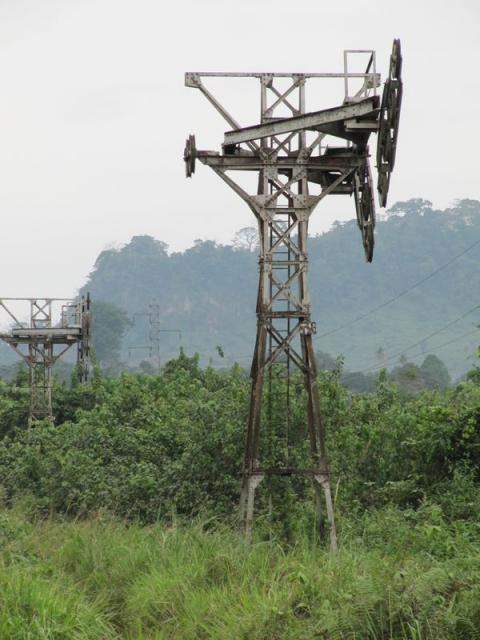
Pylône de l'ancienne télébenne.

Des découvertes archéologiques dans le périmètre urbain ont mis en évidence les vestiges d’une ancienne activité métallurgique datant sans doute du Ve siècle av. J.-C.
Moanda est une ville minière née de la découverte, puis de l'exploitation du manganèse par la société Comilog (Compagnie minière de l'Ogooué), rachetée en 1996 par Eramet. En 1951, le gisement du plateau de la Moanda est découvert par des expéditions du BRGM et la société américaine Steel Corporation. La mine est exploitée depuis 1962,.
Entre 1962 et 1991, une télébenne (bennes sur câble) de 76 km de long, à l'époque la plus longue du monde, reliait Moanda à Mbinda, en République du Congo, pour l'exportation du minerai lequel était ensuite transporté par train jusqu'à Pointe Noire. Le transgabonais (chemin de fer reliant Franceville à Libreville) prit ensuite le relais pour le transport du minerai ; il est d'ailleurs exploité depuis 2003 par la SETRAG, filiale d'Eramet-Comilog.
La société Comilog œuvre également à la modernisation des infrastructures de Moanda, notamment en ce qui concerne les établissements scolaires. En 2019, cette dernière a par exemple rénové 7 établissements scolaires permettant l'amélioration des conditions de travail de plus de 8 000 élèves de la localité. La Comilog est engagée depuis plus de 50 ans dans la formation de la jeunesse gabonaise, notamment à travers son groupe scolaire Henri Sylvoz et l'ouverture de l'école des mines de la métallurgie de Moanda.

## Économie
L'économie de la ville est centrée autour de l'extraction du manganèse. Eramet produit actuellement 7,5 millions de tonnes de minerai par an. Cette activité attire également plusieurs autres opérateurs économiques. La ville manque cependant encore d’une économie urbaine autonome, malgré les différents projets RSE de la société Eramet. La domination de la seule industrie extractive sur le tissu économique local n’est pas sans risques pour le développement équilibré et harmonieux d'une cité, car, comme cela a été constaté pour la ville voisine de Mounana qui se remet très mal de la fermeture des mines d’uranium, la seule exploitation à des fins d’exportation d’une ressource non renouvelable n’a jamais assurée une prospérité pérenne à une ville minière.

## Transports
La ville est située sur la route nationale N3 ; elle abrite une gare du Transgabonais qui dessert la ville quatre jours par semaine (mardi, jeudi, samedi et dimanche) en ce qui concerne les trains voyageurs, ainsi qu'une piste d'atterrissage en latérite. La SOGATRA (Société gabonaise de transport) assure le transport des personnes entre Moanda et Franceville.

## Personnalités liées
- Egide Boundono Simangoye (né en 1954), ingénieur, chef d'entreprise et ministre gabonais
- Oswald Séverin Mayounou (né en 1972), financier, député et ministre gabonais.
- Aaron Boupendza (1996-2025), footballeur gabonais.